# Eurocircuit

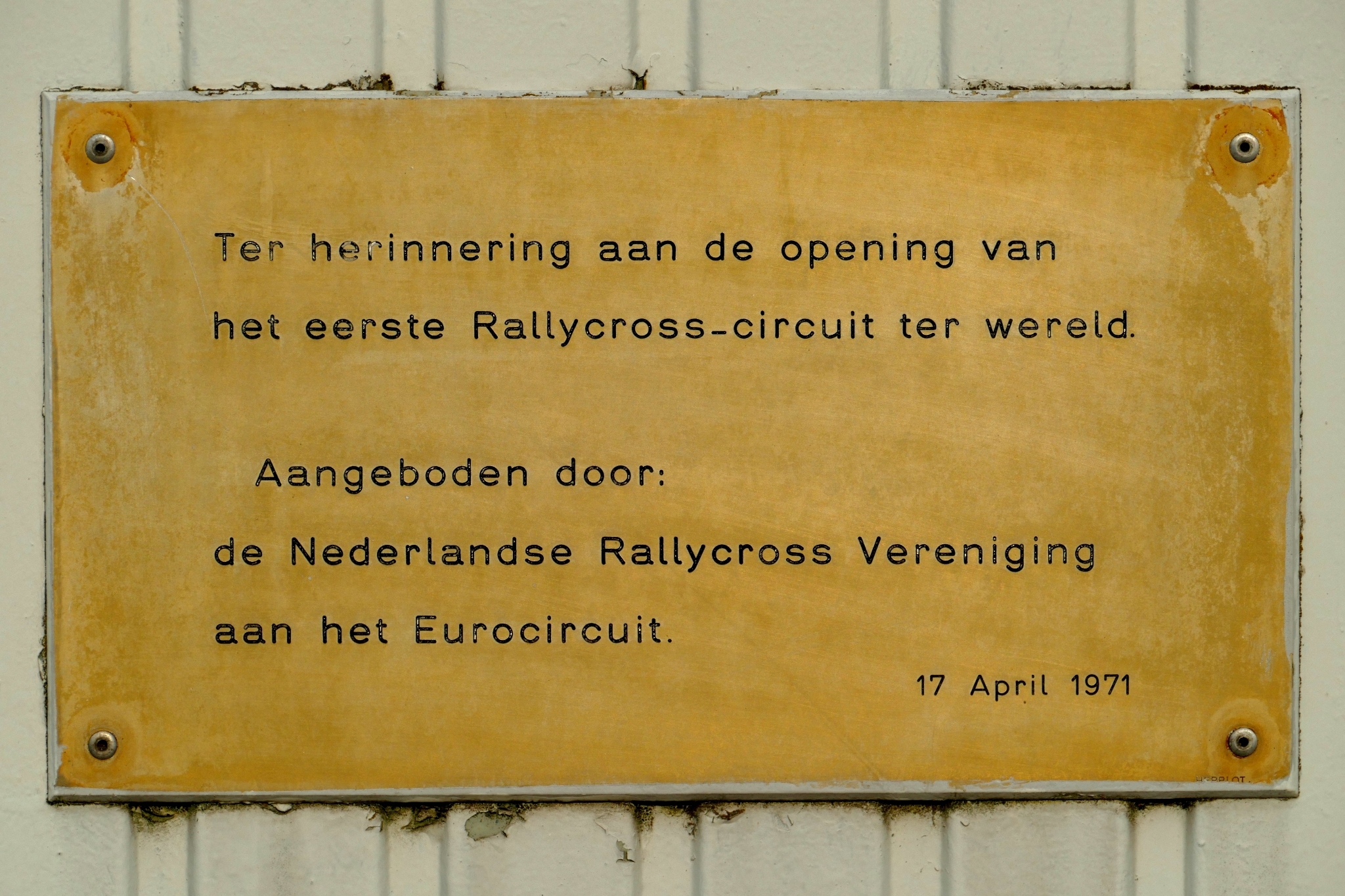
Herdenkingsplaquette ter herinnering aan de opening op 17 april 1971 als "het eerste (authentieke) rallycrosscircuit ter wereld".

Het Eurocircuit bij Valkenswaard in de Nederlandse provincie Noord-Brabant is een permanent rallycrosscircuit.

## Geschiedenis
Het circuit werd in 1971 geopend en was het eerste speciaal voor de autosport rallycross gebouwde circuit ter wereld. De wedstrijden uit die beginjaren, georganiseerd door de Nederlandse Rallycross Vereniging (NRV), werden allemaal door de AVRO 14 dagen later op zaterdagavond op televisie uitgezonden. In 1976 werd er voor het eerst gereden voor het officiële FIA Europees Kampioenschap, van 1973 tot en met 1975 was het EK rallycross nog officieus. In 1980 stopte de AVRO met de televisie-uitzendingen. Ook zijn er later televisieopnamen gemaakt voor bijvoorbeeld de TROS-uitzendingen "achteruitrijden" en de "caravanrace" (van 1981 tot en met 1986).
Ook is het Eurocircuit al enkele jaren het decor voor de RTL 7 Dakar Pre-proloog. Tijdens dit evenement presenteren de Nederlandse deelnemers aan 'de Dakar' zich aan het publiek dat de motoren, wagens en vooral de trucks van heel dichtbij kan bewonderen.
Op 12 februari 2017 overleed Jacobus Theo "Sjaak" Noordermeer (* 26 september 1948), die voor drie decennia de leiding over het Eurocircuit had en voor zijn levenswerk nog in 2016 de huldiging Ridder in de orde van Oranje-Nassau ontving.

## Circuit
Het circuit heeft een lengte van circa 1 kilometer, daarvan is 40% onverhard (leem en gravel) en 60% verharde weg (asfalt).
De breedte van de baan is minimaal 10 meter.
Na het startgedeelte van ca. 250 meter volgt een scherpe bocht naar rechts, de zogenaamde Per Eklund-bocht. Via de onderdoorgang van de Jan de Rooy-brug en de Blomqviststraat komt men bij de "Korte Knie", een 45 gradenbocht naar rechts, vervolgens via de naar links afbuigende "Jubileumbocht" bereikt men de naar rechts buigende "Daytonabocht". Ten slotte komt vlak voor de finish eerst nog de scherpe "Tarzanbocht" naar rechts. Pas vanaf de tweede ronde wordt door een chicane gereden, ongeveer halverwege de start en de Eklundbocht.
Nieuw voor het 2011 seizoen is de zogenaamde 'Joker Lap'. Aangelegd in de wintermaanden en afgewerkt in het voorjaar door de vrijwilligers van de NRV, is er een extra stuk baan gekomen. Op die manier is een 'oud' baanstuk de Joker Lap-sectie geworden. Dit langere stuk baan moet per heat eenmaal genomen worden door elke deelnemer aan de rallycross.
Hieronder een panoramafoto vanaf het VIP-deck met het zicht op de Joker Lap-expansie (voorgrond) en de nieuwe normale baan (achtergrond).

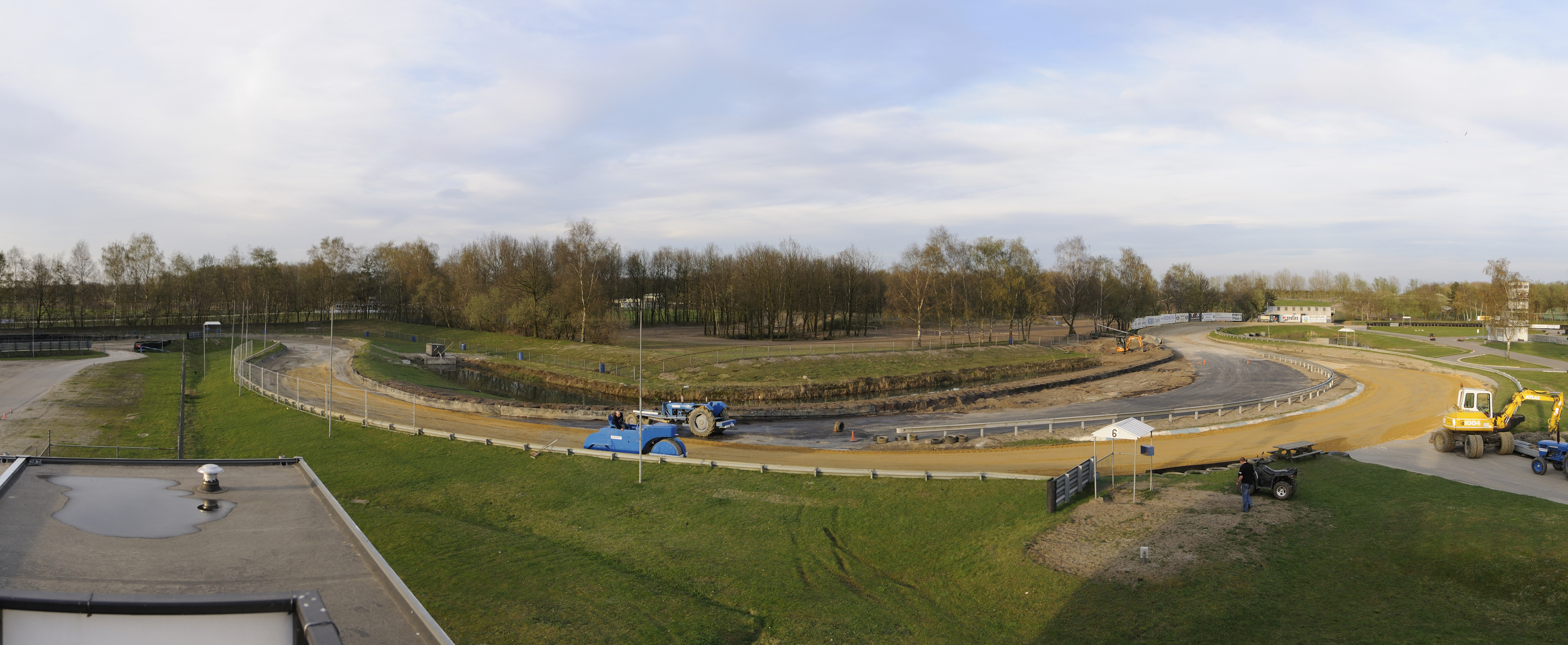
Panorama van de "Joker Lap" sectie van het Eurocircuit

### Faciliteiten
Alle faciliteiten die vereist zijn bij een officieel circuit zijn aanwezig, zoals een medisch centrum, de pits, een perscentrum, een weegbrug, een wedstrijdtoren, toiletten, douches, een restaurant, enzovoorts.